# Acoso escolar

Acoso escolar

Porcentaje de niños de 13 a 15 años que informaron haber sido acosados (2015)

El acoso escolar (matonismo, matonaje o bullying en inglés) es cualquier forma de maltrato psicológico, verbal, físico o social producido entre estudiantes de forma reiterada, tanto en el aula, como a través de las redes sociales, con el nombre específico de ciberacoso. Estadísticamente, el tipo de violencia dominante es el emocional y se da mayoritariamente en la clase y en los patios escolares. Los protagonistas de los casos de acoso escolar suelen ser niños y niñas en proceso de entrada en la adolescencia, siendo mayor el porcentaje de niños que sufren violencia física, mientras que las niñas suelen ser más víctimas de violencia psicológica.  
El acoso escolar se refiere a la exposición repetida e intencional de un niño o adolescente a daños físicos y psicológicos por parte de uno o más compañeros en el entorno escolar. El agresor suele aprovechar un desequilibrio de poder entre él y la víctima para obtener algún tipo de beneficio, ya sea material o de otro tipo. La víctima, por su parte, experimenta una sensación de indefensión que puede derivar en trastornos psicológicos severos e, incluso, en conductas autodestructivas en casos extremos.
Este tipo de acoso puede ocurrir en diversos espacios dentro del ámbito escolar, como durante el recreo, en los pasillos, los baños, al entrar o salir del centro educativo, en el transporte escolar, en el comedor o incluso dentro del aula, especialmente cuando el profesor está distraído o atendiendo a otros estudiantes. 
El acoso escolar afecta a cerca de uno cada tres niños en el mundo, y a uno de cada cinco en países como España.
Este tipo de violencia escolar se caracteriza por una reiteración encaminada a conseguir la intimidación de la víctima, implicando un abuso de poder en tanto que es ejercida por un agresor más fuerte (ya sea esta fortaleza real o percibida subjetivamente) que aquella. El sujeto maltratado queda, así, expuesto física y emocionalmente ante el sujeto que lo maltrata, generándose como consecuencia una serie de secuelas psicológicas (aunque estas no formen parte del diagnóstico); es común que el acosado viva aterrorizado con la idea de asistir a la escuela y que se muestre muy nervioso, triste y solitario en su vida cotidiana. En algunos casos, la dureza de la situación puede acarrear pensamientos sobre el suicidio e incluso su materialización, consecuencias propias del hostigamiento hacia las personas sin límite de edad.
Suelen ser más propensos al acoso escolar aquellos niños que poseen diversidad funcional, entre las cuales se pueden contar el trastorno por déficit de atención con hiperactividad, síndrome de Down, autismo, síndrome de Tourette, etc.
Aunque en español se usa con frecuencia el término bullying para referirse a este fenómeno, y a veces los derivados bulear (o bullear), buleo, buleado, y buleador, la FundéuRAE recomienda en su lugar el empleo del verbo acosar y sus derivados (acoso, acosador, acosado...).

## Acciones
Los profesores Iñaki Piñuel Zabala y Araceli Oñate han descrito hasta nueve modalidades de acoso escolar, con la siguiente incidencia entre las víctimas:
1. Bloqueo social (29,4%)
2. Hostigamiento (20,9%)
3. Manipulación (19,9%)
4. Coacciones (17,4%)
5. Exclusión social (16,0%)
6. Intimidación (14,2%)
7. Agresiones (12,8%)
8. Amenazas (9,3%)
9. Ciberacoso

### Bloqueo social
Agrupa las acciones de acoso escolar que buscan bloquear socialmente a la víctima. Todas ellas buscan el aislamiento social y su marginación impuesta por estas conductas de bloqueo.
Son ejemplos las prohibiciones de jugar en un grupo, de hablar o comunicar con otros, o de que nadie hable o se relacione con él, pues son indicadores que apuntan un intento por parte de otros de quebrar la red social de apoyos del niño.
Se incluye dentro de este grupo de acciones el meterse con la víctima para hacerle llorar. Esta conducta busca presentar al niño socialmente, entre el grupo de iguales, como alguien flojo, indigno, débil, indefenso, estúpido, llorica, etc. El hacer llorar al niño desencadena socialmente en su entorno un fenómeno de estigmatización secundaria conocido como mecanismo de chivo expiatorio. De todas las modalidades de acoso escolar es la más difícil de combatir en la medida que es una actuación muy frecuentemente invisible y que no deja huella. El propio niño no identifica más que el hecho de que nadie le habla o de que nadie quiere estar con él o de que los demás le excluyen sistemáticamente de los juegos.

### Hostigamiento
Agrupa aquellas conductas de acoso escolar que consisten en acciones de hostigamiento y acoso psicológico que manifiestan desprecio, falta de respeto y desconsideración por la dignidad del afectado. El desprecio, el odio, la ridiculización, la burla, el menosprecio, los motes, la crueldad, la manifestación gestual del desprecio, la imitación burlesca son los indicadores de esta escala.

### Manipulación social
Agrupa aquellas conductas de acoso escolar que pretenden distorsionar la imagen social del niño y “envenenar” a otros contra él. Con ellas se trata de presentar una imagen negativa, distorsionada y cargada negativamente sobre la víctima. Se cargan las tintas contra todo cuanto hace o dice la víctima, o contra todo lo que no ha dicho ni ha hecho. No importa lo que haga, todo es utilizado y sirve para inducir el rechazo de otros. A causa de esta manipulación de la imagen social de la víctima acosada, muchos otros niños se suman al grupo de acoso de manera involuntaria, percibiendo que la víctima  merece el acoso que recibe, incurriendo en un mecanismo denominado “error básico de atribución”.

### Coacción
Agrupa aquellas conductas de acoso escolar que pretenden que la víctima realice acciones contra su voluntad. Mediante estas conductas quienes acosan al niño pretenden ejercer un dominio y un sometimiento total en contra de su voluntad.
El que la víctima haga esas cosas contra su voluntad proporciona a los que fuerzan o tuercen esa voluntad diferentes beneficios, pero sobre todo poder social. Los que acosan son percibidos como poderosos, sobre todo, por los demás que presencian el doblegamiento de la víctima. Con frecuencia las coacciones implican que el niño sea víctima de vejaciones, abusos o conductas sexuales no deseadas que debe silenciar por miedo a las represalias sobre sí o sobre sus hermanos.

### Exclusión social
Agrupa las conductas de acoso escolar que buscan excluir de la participación al niño acosado. El “tú no”, es el centro de estas conductas con las que el grupo que acosa segrega socialmente al niño. Al ningunearlo, tratarlo como si no existiera, aislarlo, impedir su expresión, impedir su participación en juegos, se produce el vacío social en su entorno.
La exclusión social es aislar a la víctima. la cual consiste en: no dejar pertenecer al niño, burlarse o reírse de él, hacerle sentir inferior, ignorar al niño y Alejarlo y marginarlo de los demás niños.

### Intimidación
Agrupa aquellas conductas de acoso escolar que persiguen amilanar, amedrentar, apocar o consumir emocionalmente al niño mediante una acción intimidatoria. Con ellas quienes acosan buscan inducir el miedo en el niño. Sus indicadores son acciones de intimidación, amenaza, hostigamiento físico intimidatorio, acoso a la salida del centro escolar.

### Amenaza a la integridad
Agrupa las conductas de acoso escolar que buscan amilanar mediante las amenazas contra la integridad física del niño o de su familia, o mediante la extorsión.

### Ciberacoso
Comprende aquellas conductas que emplean medios digitales para molestar o acosar a una o varias personas mediante ataques personales, divulgación de información personal o falsa, entre otras prácticas.

## Tipos

### Acoso escolar homofóbico
El acoso escolar homofóbico se refiere a cualquier clase de daños hacia las personas, tanto psicológico como físico y moral, por tener o aparentar tener una orientación sexual diferente a la que debería tener por su sexo. La violencia escolar está definida por obstáculos y aislamientos, como recoge Ángela Gabàs Gasa en El fenómeno de la exclusión social,[cita requerida] indicando que «los obstáculos que encuentran determinadas personas para participar plenamente en la vida social, viéndose privadas de alguna o varias de las opciones consideradas como fundamentales para su desarrollo humano».
La exclusión de la homosexualidad de los programas de educación sexual, bien porque el profesorado no es sensible a la realidad LGBT, o porque tiene miedo a tratarlo o porque no sabe cómo abordarlo, provoca que el 80% de los niños en edad escolar que han declarado su homosexualidad o bisexualidad en el ámbito escolar o que se les supone por gestos, tono de voz, forma de hablar o vestir...sufren maltrato escolar por parte de sus compañeros,' según datos del psicólogo Ian Rivers en su estudio 'Homophobic Bullying: Research and Theoretical Perspectives.

## Causas

### El agresor: características psicológicas y entorno familiar
Aunque el acosador escolar no tiene por qué padecer ninguna enfermedad mental o trastorno de la personalidad grave, presenta normalmente algún tipo de psicopatología. Fundamentalmente, presenta ausencia de empatía y algún tipo de distorsión cognitiva. Generalmente suele ser una persona que ha visto violencia con regularidad, se acostumbra a ella o en su casa sus familiares se tratan agresivamente y lo tratan inadecuadamente a él.
La carencia de empatía explica su incapacidad para ponerse en el lugar del acosado y ser insensible al sufrimiento de este y que puede llegar al suicidio.

### El entorno escolar
Se puede dar el caso de que la ausencia en clase (o, en general, en el centro educativo) de un clima adecuado de convivencia pueda favorecer la aparición del acoso escolar. La responsabilidad al respecto oscila entre la figura de unos profesores que no han recibido una formación específica en cuestiones de intermediación en situaciones escolares conflictiva, y la disminución de su perfil de autoridad dentro de la sociedad moderna.

## Evolución de los casos de acoso escolar
El objetivo del acoso escolar es intimidar, apocar, reducir, someter, aplanar, amedrentar y consumir, emocional e intelectualmente, a la víctima, con vistas a obtener algún resultado favorable para quienes acosan o satisfacer una necesidad imperiosa de dominar, someter, agredir, y destruir a los demás que pueden presentar los acosadores como un patrón predominante de relación social con los demás.
En ocasiones, el niño que desarrolla conductas de hostigamiento hacia otros busca, mediante el método de «ensayo-error», obtener el reconocimiento y la atención de los demás, de los que carece, llegando a aprender un modelo de relación basado en la exclusión y el menosprecio de los demás.
Con mucha frecuencia el niño o niña que acosa a otro compañero suele estar rodeado muy rápidamente de una banda o grupo de acosadores que se suman de manera unánime y gregaria al comportamiento de hostigamiento contra la víctima. Ello es debido a la falta de una autoridad exterior (por ejemplo, un profesor, un familiar, etc.) que imponga límites a este tipo de conductas, proyectando el acosador principal una imagen de líder sobre el resto de sus iguales seguidores.
A menudo la violencia encuentra una forma de canalizarse socialmente, materializándose en un mecanismo conocido de regulación de grupos en crisis: el mecanismo del chivo expiatorio. Destruir al que no es seguidor, al que se resiste, al diferente, al que sobresale académicamente, al imbuido de férreos principios morales, etc.

## Consecuencias
El acoso escolar al igual que otras formas de maltrato psicológico produce secuelas biológicas (expresión de genes) y mentales. Especialistas del Centro de Estudios sobre el Estrés Humano (CSHS por sus siglas en inglés) del Hospital Louis-H. Lafontaine de Canadá sugieren que las víctimas acosadas son más vulnerables a padecer problemas mentales como trastorno por estrés postraumático, depresión y trastornos del ánimo a medida que envejecen.
Una investigación realizada en 2014 en la King’s College London descubrió que los efectos psicológicos negativos que sufren las personas con bullying permanecen durante 40 años después de haber sido víctima de acoso. Esto nos debe hacer reflexionar sobre el grave impacto psicológico del acoso en el resto de la vida de la persona afectada, presentando peores indicadores de su salud mental y física y un peor desempeño cognitivo respecto a los individuos que no sufrieron acoso.

### Estrés
Las víctimas de acoso escolar presentan estrés no solo durante la época escolar sino también años después. Esto se desprende de un estudio llevado a cabo en la Tufts University y que revela que las personas afectadas segregan más cortisol, una hormona directamente implicada en la sensación de estrés.
Esto explicaría buena parte de las consecuencias para la salud a largo plazo en estas personas, por ejemplo la aparición de trastornos mentales, como señaló un estudio de la Universidad Johns Hopkins.

### Ansiedad y depresión
Otra investigación, en este caso de la Universidad de Duke, detectó que las víctimas de acoso tenían una mayor probabilidad de sufrir trastornos como la agorafobia, el trastorno de ansiedad generalizado y las crisis de pánico. También presentaban mayores tasas de depresión y de aislamiento social.

### Somatizaciones
También pueden presentar trastornos psicosomáticos. Así se detectó en un informe publicado por Randy y Lori Sansone en el año 2008.

### Suicidio
En el mismo estudio realizado en Duke, se encontró una mayor probabilidad de suicidios en estas personas. 

### Problemas en la socialización y en el futuro laboral
Las víctimas de acoso en la escuela presentan, estadísticamente, peores indicadores en lo que refiere a su calidad de vida familiar y en su capacidad adquisitiva en su vida adulta. También pueden sufrir un peor desempeño en sus habilidades sociales y comunicativas, tal como se indicó en este estudio de Claire Fox y Michael Boulton publicado en la British Psychological Society.

## Prevención
Se estima que la intervención simultánea sobre factores individuales, familiares y socioculturales, es la única vía posible de prevención del acoso escolar. La prevención se puede realizar en distintos niveles.
La prevención primaria es la responsabilidad de los padres, de la sociedad en conjunto y de los medios de comunicación (en forma de autorregulación respecto de determinados contenidos).  Dentro de la institución, se considera prevención primaria a todas las acciones que buscan mejorar la convivencia y el clima del centro como el empleo de la mediación, y el uso de un código de disciplina positiva para la resolución de conflictos.
La prevención secundaria consiste en adoptar medidas concretas sobre la población de riesgo, esto es, los adolescentes (fundamentalmente, promover un cambio de mentalidad respecto a la necesidad de denuncia de los casos de acoso escolar aunque no sean víctimas de ellos), y sobre la población directamente vinculada a esta, el profesorado (en forma de formación en habilidades adecuadas para la prevención y resolución de conflictos escolares).
Por último, una prevención terciaria está formada por las medidas de ayuda a los protagonistas de los casos de acoso escolar. Los centros educativos deben contar con protocolos de actuación establecidos para las situaciones de bullying, a la vez que deben promover programas y campañas de prevención e intervención, para reforzar la capacidad de detectar y/o actuar frente a casos de bullying.
La ayuda se puede agrupar en información para padres, profesores y alumnos.
A nivel institucional, en informes presentados por el Banco Mundial en 2014, se recomienda impartir programas de estudios a maestros y personal administrativo en escuelas para promover la equidad y detectar abusos. Igualmente, el conocimiento de códigos de conducta y el adiestramiento en cómo atender a los estudiantes expuestos ante el acoso, incluyendo módulos sobre la prevención del acoso sexual y la discriminación.